# پینوکمبرین
پینوکمبرین (به انگلیسی: Pinocembrin) با فرمول شیمیایی C۱۵H۱۲O۴ یک ترکیب شیمیایی با شناسه پاب‌کم ۲۳۸۷۸۲ است. که جرم مولی آن ۲۵۶٫۲۵ g/mol می‌باشد. 